# Jef Gees
Jef Gees (10 december 1956) is een Belgische voormalige atleet, die gespecialiseerd was in lange afstand en het veldlopen. Hij nam driemaal deel aan de wereldkampioenschappen veldlopen en veroverde op drie nummers in totaal drie Belgische titels.

## Biografie
Jef Gees werd in 1975 zestiende op het wereldkampioenschap veldlopen voor junioren. Dat jaar werd hij ook Belgisch juniorenkampioen op de 3000 m.
In 1980 werd Gees Belgisch indoorkampioen op de 3000 m. Het jaar nadien nam hij deel aan de Europese indoorkampioenschappen, waar hij negende werd. In 1982 veroverde hij de Belgische titel op de 5000 m. Het jaar nadien miste hij op dat nummer maar net de limiet voor deelname aan de wereldkampioenschappen in Helsinki. Alhoewel hij toen zeventiende stond op de lopende wereldranglijst, werd hij niet gedelibereerd. In 1985 werd hij Belgisch kampioen veldlopen. Hij werd ook driemaal geselecteerd voor de wereldkampioenschappen veldlopen, maar haalde daarbij geen ereplaatsen.

### Clubs
Gees was aangesloten bij Zuid-Oostvlaamse Atletiek Vereniging (ZOVA), en na de fusie van die club met Vlierzele Sport bij fusieclub Vrienden In Toekomst Atletiek (VITA). Daar werd hij in 1999 voorzitter. In 2013 nam hij ontslag als voorzitter en werd hij erevoorzitter.

## Belgische kampioenschappen
| Onderdeel | Jaar |
| --------- | ---- |
| 5000 m    | 1982 |
| veldlopen | 1985 |

## Persoonlijke records
| Onderdeel | Prestatie | Datum            | Plaats    |
| --------- | --------- | ---------------- | --------- |
| 3000 m    | 7.53,20   | 18 augustus 1984 | Londen    |
| 5000 m    | 13.26,13  | 1 juni 1984      | Kessel-Lo |
| 10.000 m  | 28.22,13  | 2 juli 1984      | Stockholm |

## Palmares

### 3000 m
- 1980:  BK indoor AC – 8.13,0
- 1981: 9e EK indoor in Grenoble

### 5000 m
- 1975: 9e in serie EK U20 in Athene – 15.04,2
- 1981:  BK AC – 13.54,13
- 1982:  BK AC – 13.49,73

### veldlopen
- 1975: 16e WK junioren in Rabat
- 1981: 139e WK in Madrid
- 1984: 73e WK in East Rutherford
- 1985:  BK AC in Zolder
- 1986: 91e WK in Neuchatel